# Lena Widin Klasén
Lena Maria Widin Klasén, född Widin 18 september 1960 i Mjölby församling i Östergötlands län, är en svensk ingenjör.

## Biografi
Lena Widin Klasén avlade civilingenjörsexamen 1988 och anställdes samma år vid Försvarets materielverk. Hon avlade teknologie doktor-examen vid Linköpings universitet 2002. Hon var avdelningschef för sensorsystem vid Totalförsvarets forskningsinstitut 2004–2008, varpå hon var verkställande direktör tillika chef för Produktionsledningen i Saab Defence & Security Systems 2008–2010. Widin Klasén var chef för Nationellt forensiskt centrum i Polismyndigheten fram till 2018 och arbetade därefter med forskningsstrategisk verksamhet inom myndigheten.
Lena Widin Klasén invaldes som ledamot av Kungliga Krigsvetenskapsakademien 2007.
Lena Widin Klasén är dotter till civilingenjör Kurt Widin och dennes hustru Gunhild Widin (född Ohlsson). Hon är gift med lantbrukaren Ingvar Klasén och de har tre söner.